# Régent impérial
Un régent impérial (Reichsverweser en allemand) est une personne qui a la charge de souverain d'un État lors de la vacance du trône normalement occupé par un empereur. En Allemagne, ce titre a été porté par les régents du Saint-Empire germanique, ainsi que par Jean-Baptiste d'Autriche en 1848 lorsqu'il est devenu chef du gouvernement fédéral allemand.

## Vicaire de l'Empire dans le  Saint-Empire romain germanique
Après la mort d'un empereur du Saint-Empire romain germanique, il y avait une vacance au siège jusqu'à ce qu'un successeur soit élu et couronné. Pendant ce temps, l'un des quatre prince-électeurs séculiers, toujours alternant et limité localement, occupait le poste de « vicaire impérial », ce qui lui permettait d'exercer temporairement de nombreux droits impériaux, dont l'octroi de titres de noblesse au nom de l'empire. 

## Régent impérial de 1848 et 1849
Durant les événements de la révolution de mars et après la formation du parlement de Francfort le 18 mai 1848, un régent impérial est nommé par l'assemblée.

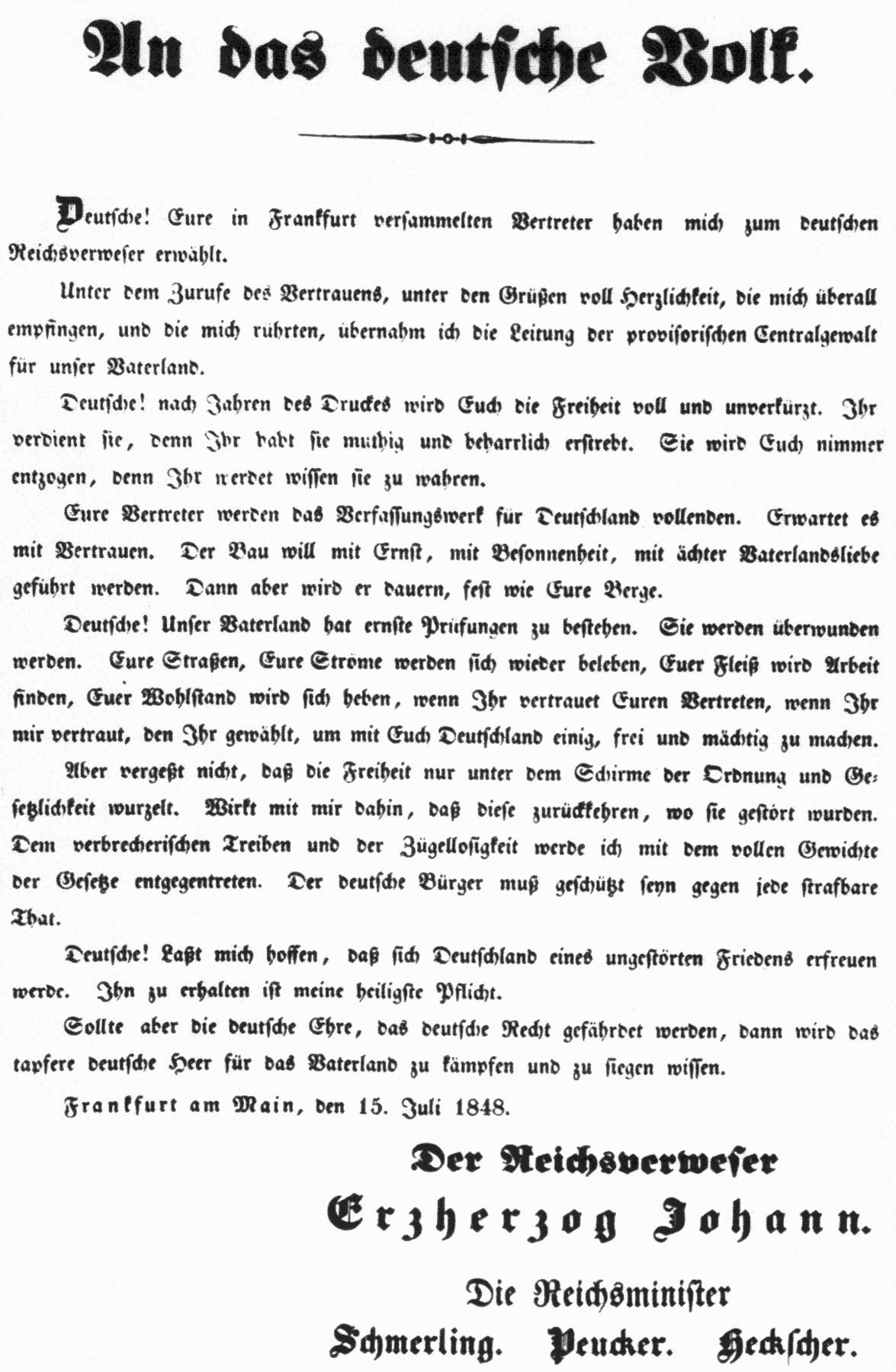
Acte de la proclamation du pouvoir central provisoire le 15 juillet 1848

Le 28 juin 1848, ce dernier appelle un gouvernement fédéral appelé pouvoir central provisoire, qui doit servir d'exécutif à l'Allemagne en attendant que l'assemblée ait donné au pays une constitution.
Son chef est le régent impérial Jean-Baptiste d'Autriche, qui doit être à terme remplacé par un nouveau chef d'État allemand. Heinrich von Gagern, qui a joué un rôle décisif dans la formation de ce gouvernement, déclare que Jean-Baptiste d'Autriche n'a pas été élu à ce poste parce que c'est un aristocrate mais « bien qu'il en soit un ».
Ce gouvernement fédéral ne dispose cependant pas de pouvoir réel, le régent impérial est une charge purement symbolique, les États allemands conservant leur autonomie et leur pouvoir.
Après le refus de la couronne impériale de Frédéric-Guillaume IV le 3 avril 1849, mettant un terme à l'espoir de voir aboutir le projet d'unité allemande porté par l'assemblée nationale, le régent impérial démissionne le 10 décembre 1849.

## Après la Première Guerre mondiale
Après que le chancelier impérial Max von Baden a obtenu l'abdication de l'empereur Guillaume II et transféré sa fonction à Friedrich Ebert, ce dernier propose au premier de lui confier la charge de régent impérial.
Von Baden refuse, le pays reste sans dirigeant jusqu'à l'élection d'Ebert comme Président du Reich.

## Dans le cadre de l'attentat du 20 juillet 1944
Dans les plans de l'attentat du 20 juillet 1944, qui se solde finalement par un échec, il est prévu que le général Ludwig Beck devienne régent impérial apte à signer un cessez-le-feu avec les alliés. Le prince Louis-Ferdinand de Prusse a également été discuté comme un éventuel régent impérial successeur à Beck, en particulier par les monarchistes.